# Neohybos bicolor
Neohybos bicolor är en tvåvingeart som beskrevs av Ale-rocha 2007. Neohybos bicolor ingår i släktet Neohybos och familjen puckeldansflugor.
Artens utbredningsområde är Ecuador. Inga underarter finns listade i Catalogue of Life.